# Fabrizio Mori
Fabrizio Mori (* 28. června 1969, Livorno) je bývalý italský sportovec, atlet, mistr světa v běhu na 400 m přes překážky z roku 1999.

## Sportovní kariéra
Třikrát startoval na olympiádě, jeho nejlepší umístění v běhu na 400 metrů překážek bylo šesté místo z Atlanty v roce 1996. O tři roky později v Seville se stal na této trati mistrem světa, na světovém šampionátu v Edmontonu v roce 2001 vybojoval stříbrnou medaili. Z evropského šampionátu v Budapešti v roce 1998 si dovezl bronzovou medaili za třetí místo v závodě na 400 metrů překážek.